# Arthur Fox
Arthur George Fox (ur. 9 września 1878 w Cowes, zm. 17 sierpnia 1958 w Los Angeles) – amerykański szermierz pochodzenia brytyjskiego, srebrny medalista olimpijski.
Uczestnik igrzysk olimpijskich w St. Louis (1904), gdzie wspólnie z Charlesem Tathamem i Fitzhugh Townsendem zdobył srebrny medal we florecie drużynowym (wystąpiły tylko dwie drużyny). W szabli indywidualnej zajął ostatnie, piąte miejsce, przegrywając wszystkie pojedynki. Wystartował również we florecie indywidualnym, w którym odpadł w pierwszej rundzie.